# Geissanthus pentlandii
Geissanthus pentlandii är en viveväxtart som beskrevs av Carl Christian Mez. Geissanthus pentlandii ingår i släktet Geissanthus och familjen viveväxter. Inga underarter finns listade i Catalogue of Life.